# Ancistrocerus longispinosus
Ancistrocerus longispinosus är en stekelart som först beskrevs av Henri Saussure 1855.  Ancistrocerus longispinosus ingår i släktet murargetingar, och familjen Eumenidae.

## Underarter
Arten delas in i följande underarter:
- A. l. gazelloides
- A. l. hellenicus